# Gudihal, Sindhnur
Gudihal là một làng thuộc tehsil Sindhnur, huyện Raichur, bang Karnataka, Ấn Độ.